# شهرك وليعصر (كفشكنان)
شهرك وليعصر (بالفارسية: شهرک ولی عصر) هي قرية تقع في إيران في قسم کفشکنان الريفي. يقدر عدد سكانها بـ 1,050 نسمة .